# Port lotniczy Łuczeniec-Bol'kovce
Port lotniczy Łuczeniec-Bol'kovce (IATA: LUE, ICAO: LZLU) – port lotniczy położony w miejscowości Bol'kovce koło Łuczeńca, w kraju bańskobystrzyckim, na Słowacji.